# Jürgen Kurt Moser
Jürgen Kurt Moser, nemško-ameriški matematik, * 4. julij 1928, Königsberg, Vzhodna Prusija (danes Kaliningrad, Rusija), † 16. december 1999, Schwerzenbach, Švica.